# Johann Friedrich Daube
Johann Friedrich Daube (Hessen, 1730 - Viena, 19 de setembre de 1797) fou un compositor, musicòleg i llaütista. Va pertànyer a la capella particular del duc de Württemberg i fou conseller i primer secretari de l'Acadèmia de Ciències d'Augsburg. Deixà una col·lecció de sonates per a llaüt, dues simfonies i les obres teòriques:
- Generalbass in drei Accorden (Leipzig, 1756);
- Der Musikalische Dilettant (Viena, 1773);
- Anleitung sum Selbstunterricht in der musikalischen Kompositio (Viena, 1798)